# 河原龍夫
河原 龍夫（かわはら たつお、1952年〈昭和27年〉4月24日 - ）は、主に東海地方で活動する日本の歌手・タレントである。愛知県名古屋市中区大須出身。愛知県立熱田高等学校卒業、名古屋芸術大学声楽科中退。身長172cm。血液型O型。愛称はハーさん（メディアによっては「はーさん」もしくは「はあさん」表記）。

## 概要
地元名古屋のテレビ番組やラジオの深夜放送で人気を博した。当時の深夜放送では、宮地佑紀生や笑福亭鶴瓶も活躍していた。河原の結婚式には鶴瓶も出席した。地元のローカルCMソングやAM岐阜ラジオのジングルも数多く手掛けた。
サンデーフォークプロモーションの初期からのメンバーであり、2006年3月まではサンデーフォークの社員ということになっていた。『ハーさんのMusicTimeマシ〜ン』（AM岐阜ラジオ）が2006年3月に終了したことにより、サンデーフォークを通しての仕事が無くなったため、社員扱いではなくなった。
その後はCBCラジオの番組を中心に活動していたが、2017年10月改編で、東海ラジオの昼の帯ワイド番組『はーさん!  ねねの! すんどめ!』のパーソナリティとして起用された。同局の帯ワイド番組を担当するのは約23年ぶりである。また、自らのライブハウス「ハニーポップ」でのライブ活動や、はーさんクラブバンドおよび個人での営業活動の方が盛んになっている。

## 略歴
1952年 -
名古屋市大須に生まれる。音楽家の父親の影響で、ピアノやエレキギターを習う。
1972年
サンデーフォーク加入。フォークバンド「泪」（るい）結成。
バイタリス フォークヴィレッジコンテスト優勝。
メジャーデビューの予定がメンバーにより解散。
1972年 -
テレビに出演。ラジオ パーソナリティとしても活動。
1978年
「景三BAND」のKey&Voとして、東芝EMIよりメジャーデビュー。
1980年
CBSソニーより、「アクエリアス」名義で手掛けたアニメ『まんが猿飛佐助』（東京12チャンネル）の主題歌が発売。この作品は、2006年5月から2007年4月まで、Yahoo!動画で配信された。
1981年
バンド「アクエリアス」でメジャーデビュー。「手を打ちながら走れ」ほかシングル2枚、アルバム1枚を発表。
『5時SATマガジン』（中京テレビ）に出演。
1985年
CMソングの制作に携わった、グァバ（オリエンタル）のCMが放送開始。
1986年 -
名古屋ケントス、スタークラブ、アポロシアター、サンホセ、ジュノスなどの名古屋のライブハウスで活動。また、自身のライブハウス「ハニーポップ」で毎日、はーさんクラブバンドのメンバーとともに活動する。はーさんクラブバンドや個人で様々なイベントにも出演。
AM岐阜ラジオや東海ラジオ・CBCラジオなどのAM局に加え、FM AICHIやradio3などのFM局でもパーソナリティを務める。
地元のローカルCMソングや番組テーマソングなどを歌う。
2005年
愛知万博イベントにバンドで参加。
NAGOBUN（ナゴヤ文化屋台広場）においてバンドでステージを担当（5月末 - 9月）。
新しい挑戦として、路上ライブを若いミュージシャンと行う。
にっぽんど真ん中祭りの曲を制作。
2006年
『ハーさんのMusicTimeマシ〜ン』（AM岐阜ラジオ）が3月に終了。これにより、サンデーフォークの社員から外れる。
『CBCサンデーミュージック あさパレ』（CBCラジオ）内で放送の「はあさんのマジカル音楽（ミュージック）ツアー」を担当。
2007年
「はあさんのマジカル音楽ツアー」が終了し、替わって『神山里美のホッとna日曜』（CBCラジオ）内で「はあさんが出た!」がスタート。
10月17日、芸能生活35周年記念ライブをテレピアホールで開催。
『はあさんがやってきた! はあ! はあ! はあ!』（CBCラジオ）スタート。
2008年
『河原龍夫のヒット! ヒット! パラダイス』（CBCラジオ）スタート。
2017年
『はーさん! ねねの! すんどめ!』(東海ラジオ)スタート。平日の帯ワイド番組であり、月曜日は東海ラジオとCBCラジオの双方に出演していた。
2018年
『〜ともだちラジオ〜本音でゴメン!!』（CBCラジオ）スタート。2016年6月、東海ラジオの帯ワイド番組（『宮地佑紀生の聞いてみや～ち』）生放送中に傷害事件を起こし、謹慎していた、宮地佑紀生は当番組で2年振りに復帰した。CBCラジオの番組としては、河原と宮地は初共演となる。

## 作曲
- グァバ WE缶DO編 CMソング（オリエンタル）
- オーギヤグループ CMソング
- ラジごめII金曜日の王様 各種ジングル（中京テレビ）
- どですか! テーマソング（メ〜テレ）
- 名古屋港イタリア村 CMソング（カンツォーネ）
- Hotして岐阜放送（岐阜放送）

## 講師活動
- 歌って踊ろうオールディーズ（2007年、NHK文化センター名古屋）
- 大人のフォークソング〜ギター弾き語り（2007年、NHK文化センター名古屋）
- 名古屋ビジュアルアーツ音響芸術学科 非常勤講師（ミュージックエンターテイメント）

## 出演

### テレビ番組
- 5時SATマガジン（1981年4月 - 降板時期不明、中京テレビ） - リポーター
- ラジオDEごめん（1990年10月 - 1991年3月、中京テレビ） - 火曜パーソナリティ
- 中京テレビニュースプラス1 （中京テレビ） - ニュースリポーター
- ドラマ10 全力離婚相談（2015年1月 - 2月、NHK総合テレビ） - 井上 役

### ラジオ番組
- 電リク大行進（AM岐阜ラジオ）
- ヤングスタジオ1431 （AM岐阜ラジオ）[1]
- 土曜天国（1979年4月 - 1982年9月、CBCラジオ）[1]
- ミッドナイト東海（1980年10月 - 1983年8月、東海ラジオ）[1]
- ここがSF一丁目（1986年10月 - 1988年9月、東海ラジオ） - 木曜、金曜 → 水曜、木曜 担当 [1]
- 決定!全日本歌謡選抜（東海ラジオ）
- TOYOTA SUPER COUNTDOWN 50 （東海ラジオ）
- Get Back The Beatles （FM AICHI）
- ハーさんのロッキングナイト（AM岐阜ラジオ）
- ハーさん・KUMIのパラダイス・カフェ（radio3）
- はーさんのゴーゴーラジ王（SHANANA!FM）
- ハーさんのMusicTimeマシ〜ン（AM岐阜ラジオ）
- CBCサンデーミュージック あさパレ（CBCラジオ） - 「岐阜発信!ラジオガイア」「はあさんのマジカル音楽ツアー」担当
- 神山里美のホッとna日曜（2007年、CBCラジオ） - 「はあさんが出た!」担当
- はあさんがやってきた! はあ! はあ! はあ! （2007年、CBCラジオ）
- 河原龍夫のヒット! ヒット! パラダイス（2008年3月31日 - 2018年9月24日、CBCラジオ）
- 宮地佑紀生・河原龍夫・神野三枝　もっとためしてみや〜ち（2016年4月2日 - 6月25日、東海ラジオ）
- はーさん! ねねの! すんどめ!（2017年10月2日 - 2019年3月29日、東海ラジオ）
- 〜ともだちラジオ〜本音でゴメン!!（2018年10月1日 - 2021年3月29日、CBCラジオ）
- 渡辺美香のWhat a Wonderful World (2020年10月〜、CBCラジオ)
- HEARTFUL SHUFFLE（2023年3月27日 - 12月29日、2024年8月1日～、Heart FM）

### 司会
- MidLand'86 中部グランプリ大会（ヤマハ）